# Гаяна Дефенс Форс ФК
„Гаяна Дефенс Форс“ (на английски: Guyana Defence Force Football Club, съкратено ГДФ, е футболен клуб от Джорджтаун, столицата на Гвиана. Мачовете си играе на „Гаяна Дефенс Форс Граунд“.
Футболен отбор към армията е създаден през 1965 година преди Британска Гвиана да стане независима Гаяна. Структурата на „Гаяна Дефенс Форс ФК“ остава непроменена. Тоест, отборът принадлежи на армията, а президентът на страната оглавява футболния клуб към въоръжените сили. От 2015 г. това е Дейвид Грейнджър.
Отборът е в прогрес едва в последното десетилетие. Отборът става шампион на обновената лига във второто издание през 2016/17, като е съставен изцяло от местни футболисти, като нямат нито един играч в националния отбор. Тази година „ГДФ“ ще вземе участие в клубния шампионат на Карибите за трети път.

## Успехи
- ГФФ Елит лига (Шампионат на Гаяна):
  -  Шампион (3): 2016/17, 2023, 2024
    -  Вицешампион (2): 2009, 2013/14

- Mayors Cup (Купа на Гаяна):
  -  Носител (1): 2010

- Регионален шампионат на Джорджтаун:
  -  Шампион (1): 1990